# Barbara Krause
Barbara Krause (n. 7 iulie 1959, Berlinul de Est, RDG) este o înotătoare germană, medaliată olimpică. A participat la o ediție a Jocurilor Olimpice (1980) în care a câștigat 3 medalii de aur.